# Anioły

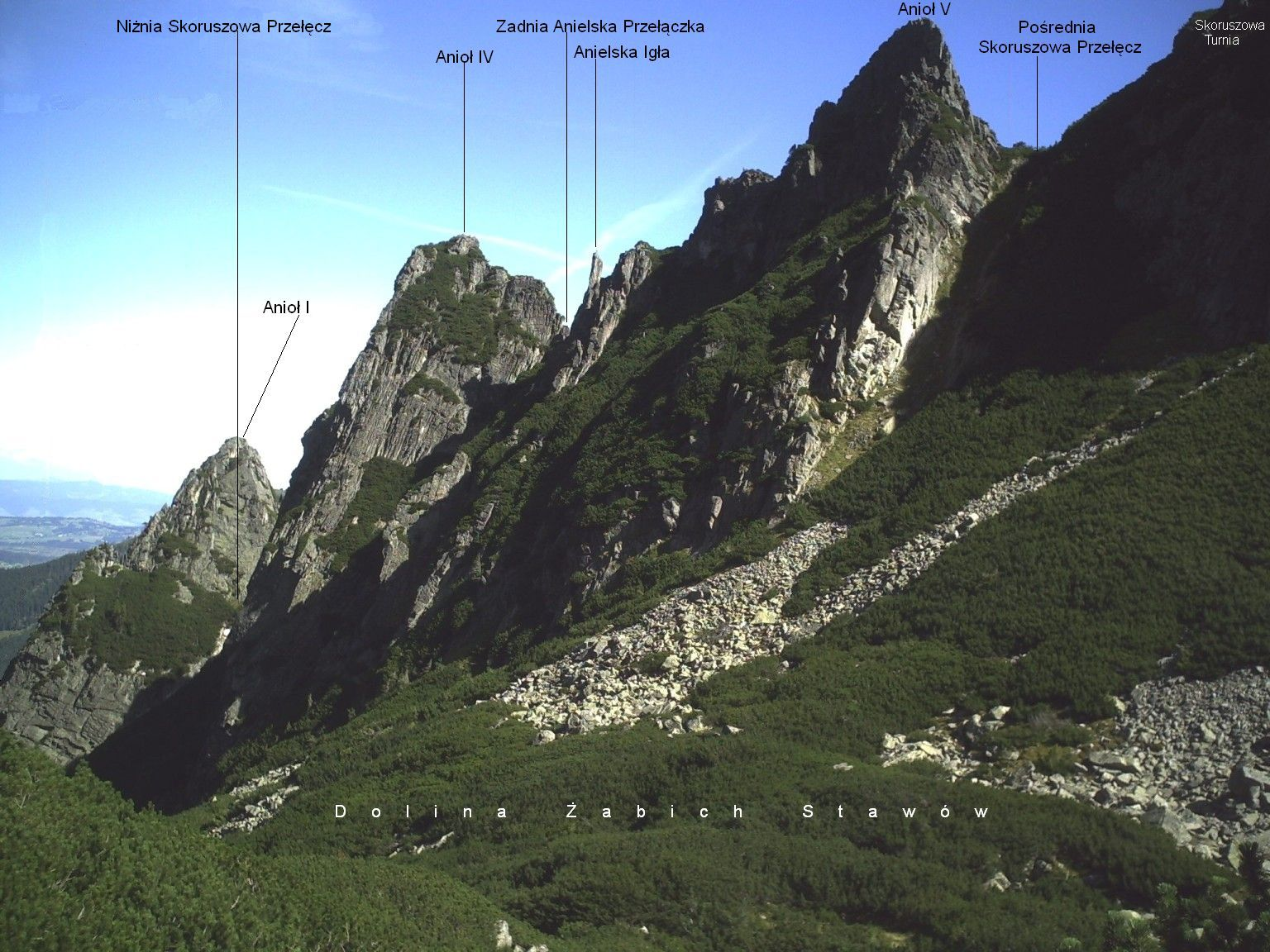
Widok z Doliny Żabiej

Anioły (niem. Ebereschenkerbe, słow. Anjely, węg. Berkenyési-oromrés) – pięć turni w głównej grani Młynarza w słowackich Tatrach Wysokich. Znajdują się w Skoruśniaku między Pośrednią Skoruszową Przełęczą (ok. 1740 m) a Limbową Przełączką. Najwyższy z nich (V Anioł) ma wysokość około 1730 m. Od strony zachodniej najbardziej rzucają się w oczy I Anioł, IV Anioł i V Anioł o litych filarach osiągających wysokość do 130 m. Najtrudniej dostępny jest I Anioł. Tylko on ma oficjalną kotę i własną nazwę. Turnie przedzielone są przełączkami zwanymi Anielskimi Przełączkami. W kierunku od południa na północ w grani Aniołów wyróżnia się kolejno:
- V Anioł (Piaty anjel)
- Anielska Igła (Anjelská ihla)
- Zadnia Anielska Przełączka (Zadná štrbina v Anjeloch)
- IV Anioł (Čtvrtý anjel)
- Pośrednia Anielska Przełączka (Prostredná štrbina v Anjeloch)
- III Anioł (Tretí anjel)
- Skrajna Anielska Przełączka (Predná štrbina v Anjeloch)
- II Anioł (Druhý anjel)
- Niżnia Skoruszowa Przełęcz (Nižné skorušie sedlo)
- I Anioł (Veľký anjel, 1681 m)

## Drogi wspinaczkowe
W Aniołach poprowadzono kilka dróg wspinaczkowych. Obecnie jednak jest to zamknięty dla turystów obszar ochrony ścisłej Tatrzańskiego Parku Narodowego.
1. Granią od Limbowych Turniczek do Pośredniej Skoruszowej Przełęczy; kilka miejsc III, jedno miejsce IV w skali tatrzańskiej, czas przejścia 4 godz.
2. Zachodnim filarem V anioła; IV+, 2,5 godz.
3. Lewą częścią zachodniego zbocza Anioła V; I, 45 min
4. Zachodnim filarem Anioła IV; IV+, 2 godz.